# Podjuchy
Podjuchy (Duits: Podejuch) is een voorstad van de Poolse stad Szczecin (Duits: Stettin) in het Woiwodschap West-Pommeren. De oudste schriftelijke vermelding van de plaats is uit 1226. Tot 1939 was Podejuch een zelfstandige gemeente. In dat jaar werd Podejuch door het aangrenzende Stettin geannexeerd. Podjuchy ligt aan de rechteroever van de Oder.

## Geboren in Podejuch / Podjuchy
- Manfred Ewald (1926-2002), Oost-Duits sportbestuurder